# Colin Welland
Colin Welland, född 4 juli 1934 i Liverpool, England, död 2 november 2015 i London, var en brittisk skådespelare och manusförfattare. Som skådespelare medverkade Welland bland annat i Kes – falken (1969) och Straw Dogs (1971). 
Colin Wellands största framgång som manusförfattare är Triumfens ögonblick (1981), för vilken han mottog en Oscar för bästa originalmanus.

## Filmografi (urval)
- 1969 – Kes – falken
- 1971 – Straw Dogs
- 1981 – Triumfens ögonblick
- 1989 – En torr vit årstid